# Auberge Symmes
L'Auberge Symmes est une ancienne auberge devenue musée située dans le site patrimonial d'Aylmer (Québec).
Construit en 1831 par Charles Symmes (neveu de Philemon Wright), sur les rives de la rivière des Outaouais, il faisait partie de  l'important lieu de passage via le débarcadère pour la colonisation et l'industrie du bois de la Haute rivière des Outaouais. L'auberge est devenue le musée d'histoire régionale en 2003.

## Histoire
Comprenant l'importance du débarcadère du lac Chaudière à l'extrémité ouest du chemin Britannia (aujourd'hui, le chemin D'Aylmer) comme lieu de transbordement des marchandises, Charles Symmes ordonna la construction d'un hôtel qu'il a nommé Aylmer Hotel et un magasin dans le terrain adjacent au débarcadère. Cet endroit se situait au village qui portait le nom de Turnpike End ou Chaudière Lake Village, un village fondé en 1818 par Philemon Wright Junior,. Symmes a bâti un quai et son débarcadère serait connu sous le nom de Symmes Landing et en peu de temps, l'auberge est appelée Symmes Inn (l'Auberge Symmes) par tout le monde,.

## Musée de l'Auberge Symmes
D’abord logé au 10, rue Principale (Maison John McLean, construite vers 1840), le Musée d’Aylmer a marqué pendant des années le paysage physique, culturel et scolaire d’Aylmer. Issu de l’Association du patrimoine d’Aylmer, en 1987, il a contribué à faire revivre l’histoire locale et régionale, grâce à ses expositions et activités variées : la géologie de la région, la vie des autochtones dans l’Outaouais, les explorateurs et les trappeurs, l’industrie du bois, les bateaux à vapeur, etc.
En emménageant en 2003 dans l’édifice patrimonial par excellence du Grand Gatineau, l’Auberge Symmes, le musée a repris un peu ces sujets, puisque sa thématique principale est avant tout axée sur le thème de la rivière des Outaouais et de ses affluents, de l’époque des autochtones jusqu’à nos jours. De par sa localisation privilégiée, l’Auberge Symmes est de fait une plaque tournante et un centre d’animation du secteur Aylmer et de son Carré patrimonial.
Grâce à ses expositions permanentes, temporaires et itinérantes, le Musée de l’Auberge Symmes se veut la bougie d’allumage qui, en collaboration avec le Réseau du patrimoine gatinois, le milieu de l’éducation, les bibliothèques et d’autres intervenants du milieu, sait faire connaître l’histoire locale et régionale auprès des jeunes et moins jeunes et stimuler la recherche historique. Ainsi, il contribue à développer le sens d’appartenance et un sentiment de fierté chez les citoyens de Gatineau et de l’ensemble de l’Outaouais.